# 40-й авиационный полк разведчиков Главного Командования Красной Армии
Не следует путать с 40-м бомбардировочным авиационным полком ВВС Черноморского флота
40-й авиационный полк разведчиков Главного Командования Красной Армии (он же 40-й скоростной бомбардировочный авиационный полк, 40-й ближнебомбардировочный авиационный полк) — воинская часть вооружённых сил СССР в Великой Отечественной войне.

## История
В составе действующей армии с 22 июня 1941 по 14 июля 1941 и с 16 сентября 1941 по 8 февраля 1943 года.
На 22 июня 1941 года базировался на аэродроме в Виндаве, имея в наличии 54 СБ, входил в состав 6-й смешанной авиадивизии, войну встретил как 40-й скоростной бомбардировочный авиационный полк.
22 июня 1941 года около 10 часов совершил первый боевой вылет (исключая вылет самолёта-разведчика около 4 утра в район Кёнигсберга), совершив налёт на Кёнигсберг, Таураге и Мемель. По советским данным налёт закончился успешно, бомбы были сброшены точно на объекты, полк потерь не имел. Это был первый удар советских бомбардировщиков по военным объектам в тылу противника. Немецкие источники, не опровергая отсутствия сбитых бомбардировщиков, указывают на отсутствие каких-либо значимых результатов бомбардировки. Кроме того под Таураге на тот момент велись бои и относить населённый пункт к тыловому объекту представляется некорректным.
В середине июля 1941 года полк отбыл на переформирование.
В августе-сентябре 1941 года полк был вооружён самолётами Пе-2 и Пе-3, а также выделил из своего состава 40-й «А» скоростной бомбардировочный авиационный полк, быстро переименованный в 511-й ближнебомбардировчный авиационный полк. Вновь полк приступил к боевым действиям 16 сентября 1941 года. Был включён в состав 81-й бомбардировочной авиационной дивизии дальнего действия и предназначался для сопровождения и прикрытия дальних бомбрадировщиков ТБ-7 и Ер-2, однако в этом качестве, в связи с переходом дальней авиации на ночные вылеты, не участвовал.
В период с 22 по 24 сентября 1941 года полк нанёс ряд массированных ударов по железнодорожному узлу Старая Русса и вывел его из строя на неделю. 27 и 28 сентября 1941 года полк вылетала на бомбардировку станции Рославль и приостановил движение эшелонов на два — три дня.
В октябре 1941 года беспрестанно бомбит переправы через Угру, силами полка разрушен мост через реку, а также сильно повреждён мост через Волгу в районе Калинина. Всего в период битвы за Москву полк выполнил 365 самолёто-вылетов и сбросил 218 тонн бомб.
В начале декабря 1941 года полк непродолжительное время находился в составе 6-го авиакорпуса ПВО, и 15 декабря 1941 года полк был преобразован в разведывательный, став таким образом одним из трёх дальних разведывательных полков Ставки Верховного Главнокомандования. За декабрь 1941 года полк, в связи с плохой погодой выполнил всего 39 самолёто-вылетов, при этом задания были выполнены лишь в восьми из них.
По состоянию на 1 января 1942 года в полку насчитывалось 4 Пе-2 и 8 Пе-3, полк базировался на аэродроме Монино.
Полк действовал на всём протяжении советско-германского фронта, так, самолёты полка вели разведку крупнейших немецких аэродромов Сеща, Алсуфьево, Брянск, Орёл, отслеживали перемещения войск в глубине оккупированной территории. По состоянию на 1 мая 1942 года полк располагал 5 Пе-3 и 5 Пе-2, а затем в полку появились 4 бомбардировщика В-25С «Митчелл». Так на июль 1942 года полк основными силами производил разведку в районе справа Чипляево, Рославль, Могилёв; слева — Орёл, Севск, Конотоп; до рубежа Могилёв, Гомель, Конотоп. Одной эскадрильей полк вёл разведку в интересах Юго-Западного фронта в секторе справа — Белгород, Сумы, Конотоп; слева — Славянск, Запорожье; до рубежа Конотоп, Кременчуг, Днепропетровск.
В июле-августе 1942 года полк несёт большие потери: 7 самолётов и 3 экипажа по различным причинам (не вернулись с задания, уничтожены на земле, аварии, один сбит своим же истребителем).
В период подготовки Сталинградской наступательной операции, полк участвовал в фотографировании оборонительных позиций войск противника, в результате чего была разработана единая фотокарта всего района для высшего военного руководства.
На 20 декабря 1942 года полк располагал 10 Пе-2, 10 Пе-3, 3 В-25С «Митчелл».
По состоянию на 1 января 1943 года полк располагал 11 самолётами Пе-3, что составляло 38 % от всего боевого состава; кроме того полк был вооружён самолётами А-20В «Бостон». Впоследствии в полку постепенно стала увеличиваться доля самолётов А-20В «Бостон», а численность Пе-3 уменьшаться.
8 февраля 1943 года преобразован в 48-й гвардейский авиационный полк дальних разведчиков Главного Командования Красной Армии.

## Подчинение
| Дата            | Фронт (округ)                        | Армия | Корпус | Дивизия                                   | Примечания                  |
| --------------- | ------------------------------------ | ----- | ------ | ----------------------------------------- | --------------------------- |
| 22.06.1941 года | Северо-Западный фронт                | -     | -      | 6-я смешанная авиационная дивизия         | -                           |
| 01.07.1941 года | Северо-Западный фронт                | -     | -      | 6-я смешанная авиационная дивизия         | -                           |
| 10.07.1941 года | Северо-Западный фронт                | -     | -      | 6-я смешанная авиационная дивизия         | -                           |
| 01.08.1941 года | -                                    | -     | -      | -                                         | нет данных, переформируется |
| 01.09.1941 года | -                                    | -     | -      | -                                         | нет данных, переформируется |
| 01.10.1941 года | Ставка Верховного Главнокомандования | -     | -      | 81-я бомбардировочная авиационная дивизия | -                           |
| 01.11.1941 года | Ставка Верховного Главнокомандования | -     | -      | 81-я бомбардировочная авиационная дивизия | -                           |
| 01.12.1941 года | Ставка Верховного Главнокомандования | -     | -      | 81-я бомбардировочная авиационная дивизия | -                           |
| 01.01.1942 года | Ставка Верховного Главнокомандования | -     | -      | -                                         | -                           |
| 01.02.1942 года | Ставка Верховного Главнокомандования | -     | -      | -                                         | -                           |
| 01.03.1942 года | Ставка Верховного Главнокомандования | -     | -      | -                                         | -                           |
| 01.04.1942 года | Ставка Верховного Главнокомандования | -     | -      | -                                         | -                           |
| 01.05.1942 года | Ставка Верховного Главнокомандования | -     | -      | -                                         | -                           |
| 01.06.1942 года | Ставка Верховного Главнокомандования | -     | -      | -                                         | -                           |
| 01.07.1942 года | Ставка Верховного Главнокомандования | -     | -      | -                                         | -                           |
| 01.08.1942 года | Ставка Верховного Главнокомандования | -     | -      | -                                         | -                           |
| 01.09.1942 года | Ставка Верховного Главнокомандования | -     | -      | -                                         | -                           |
| 01.10.1942 года | Ставка Верховного Главнокомандования | -     | -      | -                                         | -                           |
| 01.11.1942 года | Ставка Верховного Главнокомандования | -     | -      | -                                         | -                           |
| 01.12.1942 года | Ставка Верховного Главнокомандования | -     | -      | -                                         | -                           |
| 01.01.1943 года | Ставка Верховного Главнокомандования | -     | -      | -                                         | -                           |
| 01.02.1943 года | Ставка Верховного Главнокомандования | -     | -      | -                                         | -                           |

## Командиры
- майор Могилевский Иван Евсеевич, 08.39 — 01.07.1941[1]
- капитан Лавренцов Илларион Фёдорович, 01.07.1941 — 01.12.1941[2][3]
- подполковник Садов Павел Макарович, 01.12.1941 — 01.02.1944[4]

## Отличившиеся воины полка
| Награда | Ф. И. О.                         | Должность           | Звание                    | Дата награждения | Данные о вылетах | Примечания                                      |
| ------- | -------------------------------- | ------------------- | ------------------------- | ---------------- | ---------------- | ----------------------------------------------- |
|         | Рогов, Алексей Григорьевич       | командир эскадрильи | капитан                   | 22.10.1941       | -                | 08.10.1941 совершил огненный таран, в нём погиб |
|         | Сапожников, Михаил Александрович |                     | гвардии младший лейтенант | 04.02.1944       |                  |                                                 |

## Память
- Монумент на левом берегу Угры у моста на Варшавском шоссе у Юхнова, посвящённый в том числе и воинам полка, а в частности подвигу экипажа Рогова.

Памятник десантникам И. Г. Старчака (в центре), лётчику А. Г. Рогову (слева) и водителям Великой Отечественной войны (справа).
Памятный знак на месте гибели лётчика А. Г. Рогова. Сооружён в 1976 году коллективом Тульского электромеханического техникума им. А. Г. Рогова.
Мост через реку Угру (ныне трасса А-130), который 8 октября 1941 года бомбил 40-й бомбардировочный авиационный полк.